# Huon d'Auvergne
Pour les articles homonymes, voir Huon.
Huon d'Auvergne est une chanson de geste franco-italienne anonyme ayant plus de 12 000 vers à l'origine et datant probablement du XIVe siècle. Cette chanson d'aventures a été édité récemment; certains passages ont été publiés au passé. La version toscane en prose d'Andrea da Barberino, datée du début du XVe siècle, est beaucoup plus connue. Bien que ce soit l'une des premières œuvres, sinon la première, à intégrer la Divine Comédie de Dante Alighieri avec des citations directes de l'Enfer, la langue de cette œuvre l'a empêchée d'être appréciée à sa juste valeur. La forme poétique, la langue et le contenu narratif des quatre témoins existants montrent comment une édition synoptique, ou simultanée, en ligne des multiples manuscrits peut répondre au besoin de textes fiables ainsi qu'à la recherche sur la tradition et le destin de ses exemplaires.

## Manuscrits de la tradition franco-italienne
Les seuls témoins de l'œuvre sont quatre manuscrits :
- le manuscrit P (Padoue, Biblioteca del Seminario Vescovile cod. 32), la seule version avec un long prologue
- le manuscrit Br (Bologne, Biblioteca dell'Archiginnasio B 3489), un court fragment de quelques folios, connu sous le nom de fragment Barbieri
- manuscrit B (Berlin, Cabinet des estampes 78 D 8 / codice Hamilton 337), daté de 1341 dans le colophon, ayant appartenu à la bibliothèque des Gonzague ; il s'agit du seul manuscrit en parchemin (les autres sont en papier)
- le manuscrit T (Turin, Biblioteca Nazionale Universitaria N.III.19), dont la trame est similaire à celle du manuscrit B.

Les textes manuscrits ne sont pas tous identiques ; ils contiennent des versions différentes et indépendantes, généralement divisées en trois parties : prologue, épilogue et partie centrale.
Le prologue (présent uniquement dans le manuscrit P) et l'épilogue (présent dans les manuscrits B et T) sont étendus, et narrativement indépendants.
La partie centrale apparaît dans les quatre manuscrits, mais avec de nombreux détails différents :
- les quelque 1200 vers qui restent dans Br (qui ne contient que des sections des parties centrales, mais qui s'arrête avant l'épisode de l'Enfer) sont liées à P
- B et T, en revanche, concordent presque entièrement, à quelques vers près, à l'exception de l'épisode d'Ynide[3],[4],[5], et un épisode manquant (le siège d'Auvergne) confirme leur relation, bien qu'aucun des deux manuscrits ne dérive de l'autre [6].

## La prose d'Andrea da Barberino
Andrea da Barberino a également produit un « romanzo » en prose appelé Storia di Ugone d'Alvernia en prose toscane (dans cinq manuscrits connus) où, pendant la narration de la catabase infernale écrite en terzine, la prose fonctionne comme une glose, apparaissant entre les vers pour en expliquer la teneur,.
Le texte et la structure de cette entrée sont basés sur l'entrée en anglais, Huon d'Auvergne.